# 34372 Bentleysiems
34372 Bentleysiems este o planetă minoră (asteroid), cu un diametru de 4,53 km, din centura de asteroizi. A fost descoperită pe 3 septembrie 2000 la Experimental Test Site⁠(d) de Lincoln Near-Earth Asteroid Research. 
Obiectul prezintă o orbită caracterizată de o semiaxă mare de 2,5864831 UAi, o excentricitate de 0,11, o înclinație de 8,05551 ° în raport cu ecliptica.